# Toshiya Sueyoshi
Toshiya Sueyoshi (japanisch 末吉 隼也 Sueyoshi Toshiya; * 18. November 1987 in Kitakyushu) ist ein ehemaliger japanischer Fußballspieler.

## Karriere
Sueyoshi erlernte das Fußballspielen in der Schulmannschaft der Tokai University Daigo High School und der Universitätsmannschaft der Fukuoka-Universität. Seinen ersten Vertrag unterschrieb er 2010 bei Avispa Fukuoka. Der Verein spielte in der zweithöchsten Liga des Landes, der J2 League. Am Ende der Saison 2010 stieg der Verein in die J1 League auf. Am Ende der Saison 2011 stieg der Verein wieder in die J2 League ab. Für den Verein absolvierte er 92 Ligaspiele. 2013 wechselte er zum Erstligisten Sagan Tosu. Für den Verein absolvierte er sieben Erstligaspiele. 2014 wechselte er zum Zweitligisten Ōita Trinita. Für den Verein absolvierte er 36 Ligaspiele. 2015 wechselte er zum Ligakonkurrenten Avispa Fukuoka. Am Ende der Saison 2015 stieg der Verein in die J1 League auf. Am Ende der Saison 2016 stieg der Verein wieder in die J2 League ab. Für den Verein absolvierte er 67 Ligaspiele. 2018 wechselte er zum Ligakonkurrenten Fagiano Okayama. Für den Verein absolvierte er 25 Ligaspiele. 2019 wechselte er zum Drittligisten SC Sagamihara. Für den Verein absolvierte er 25 Ligaspiele. Ende 2019 beendete er seine Karriere als Fußballspieler.